# ソット・イル・モンテ・ジョヴァンニ・ヴェンティトレージモ
ソット・イル・モンテ・ジョヴァンニ・ヴェンティトレージモ（伊: Sotto il Monte Giovanni XXIII  ( 音声ファイル)）は、イタリア共和国ロンバルディア州ベルガモ県にある、人口約4,400人の基礎自治体（コムーネ）。

## 名称
ソット・イル・モンテ（Sotto il Monte）は「山の下」を意味する。正式名称に付せられるジョヴァンニ・ヴェンティトレージモ（Giovanni XXIII）は、この村出身のローマ教皇ヨハネ23世にちなむ。

## 地理

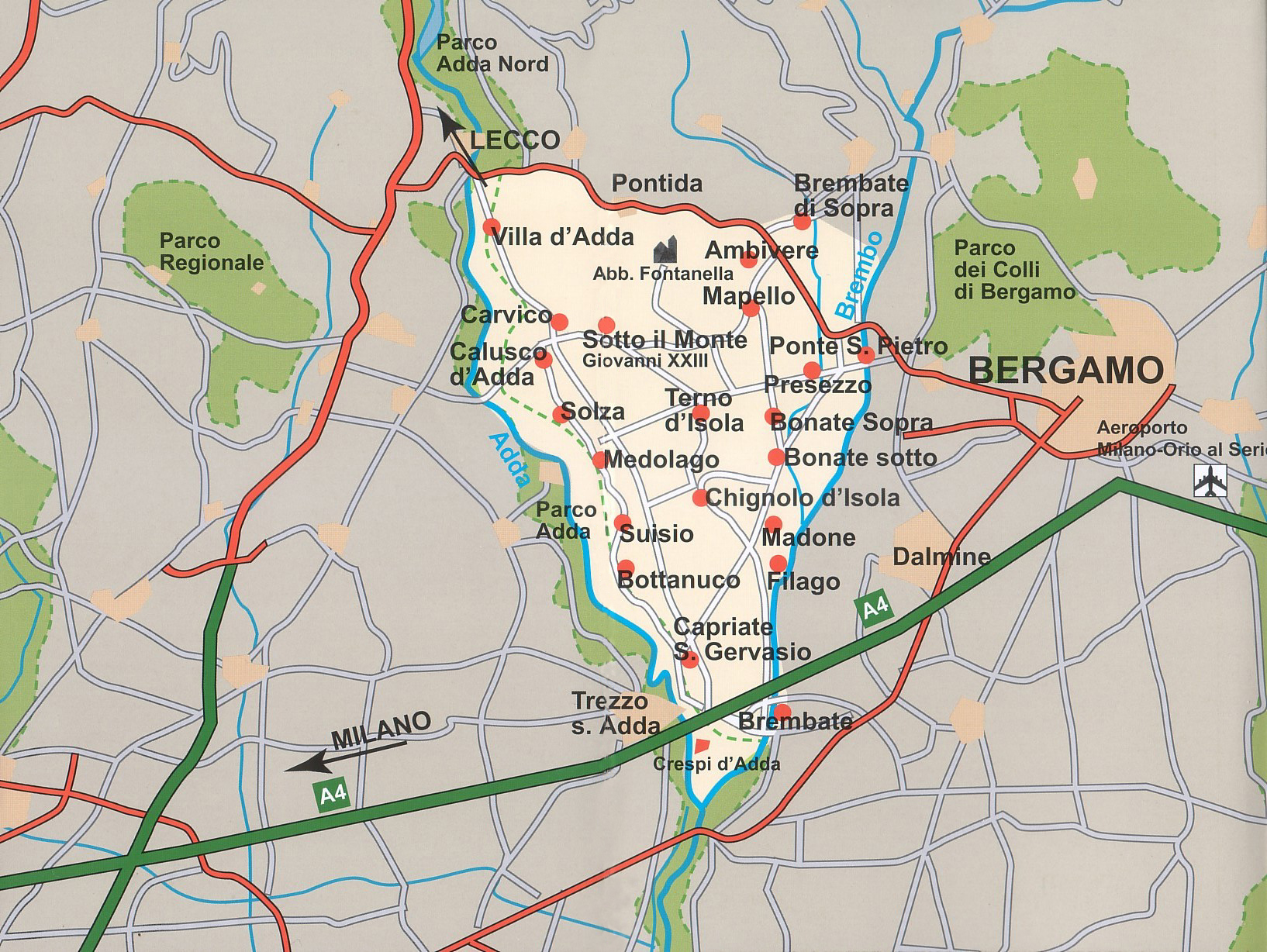
イーゾラ・ベルガマスカ地方

### 位置・広がり
ベルガモ県西部、イーゾラ・ベルガマスカ地方のコムーネ。県都ベルガモの西約14km、州都ミラノの北東約36kmに位置する。

#### 隣接コムーネ
隣接するコムーネは以下の通り。
| - ポンティーダ - 北 - アンビーヴェレ - 北東 - マペッロ - 東 - テルノ・ディーゾラ - 南東 - カルヴィコ - 西 |

### 地震分類
イタリアの地震リスク階級 (it) では、3 に分類される
。

## 姉妹都市
- マルクトル・アム・イン、ドイツ 2009年

サンテジディオ修道院(Abbazia di S. Egidio)